# Киселёвка (Полтавская область)
Киселёвка (укр. Киселівка) — село,
Говтвянский сельский совет,
Козельщинский район,
Полтавская область,
Украина.
Код КОАТУУ — 5322081604. Население по переписи 2001 года составляло 97 человек.

## Географическое положение
Село Киселёвка находится на левом берегу реки Псёл,
выше по течению на расстоянии в 1,5 км расположено село Плавни,
ниже по течению примыкает село Говтва,
на противоположном берегу — село Прилипка.
Вокруг села несколько озёр, в том числе озеро Гнилое.

## История
Село указано на трехверстовке Полтавской области. Военно-топографическая карта.1869 года как отметка кл.

## Экономика
- Птице-товарная и свино-товарная фермы.